# Atlanta Cyclorama
Atlanta Cyclorama är en cykloramamålning av en grupp tyska konstnärer, som invigdes 1886, och som visar Slaget vid Atlanta den 22 juli 1864 under Amerikanska inbördeskriget. 
Cykloramat ska visas från 2018 – efter renovering och flyttning till en ny byggnad – i Atlanta History Center i Buckhead i Atlanta i Georgia i USA. 
År 1883 kontrakterade William Wehner i Milwaukee i Wisconsin för American Panorama Company en grupp på tretton tyska konstnärer till USA för att skapa cykloramor för företaget. De började med att måla Slaget vid Missionary Ridge och fortsatte därefter med Slaget vid Atlanta. De gjorde fältstudier i Atlanta 1885 och förlade sin åskådarpunkt till nära innanför nordstatsarméns linjer vid Georgia Railroad öster om staden, där de byggde ett tolv meter högt observationstorn. Efter flera månader på platsen återvände de till sin ateljé i Milwaukee, där de under överinseende av konstnärerna  Friedrich Wilhelm Heine och August Lohr slutförde målningen. 
Målningen premiärvisades i februari 1887 i Detroit. Den flyttades därefter till Minneapolis i Minnesota och i maj 1888 till Indianapolis i Indiana. American Panorama Company sålde målningen till ett visningsföretag i Indianapolis, som 1890 sålde den vidare till Paul Atkinson från Madison i Georgia. Atkinson, som ägde samma tyska konstnärers Missionary Ridge cyclorama, som var utställd i en rotunda vid Edgewood Avenue. Från 1892 ställde han ut Atlanta Cyclorama där. 
Efter flera ägarbyten köptes Atlanta Cyclorama av affärsmannen George V. Gress, som skänkte den till staden Atlanta i mars 1989 efter att ha uppfört en ny rotunda i Grant Park. År 1921 invigdes en ny byggnad, ritad av John Francis Downing, i Grant Park, i vilken målningen förevisades fram till 2015.

## Bildgalleri

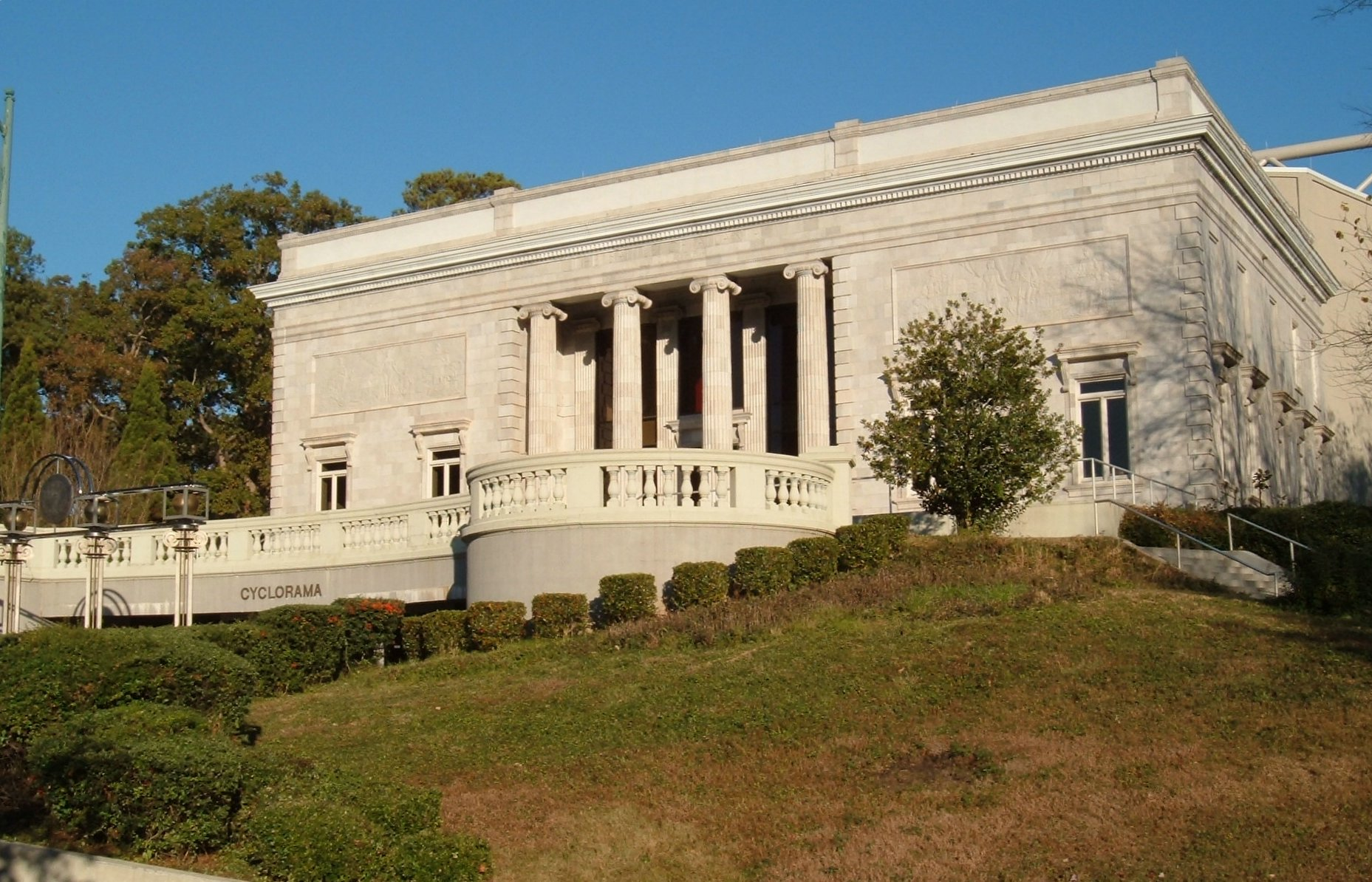
Den tidigare Atlanta Cycloramabyggnaden i Grant Park i Atlanta